# 長恨歌

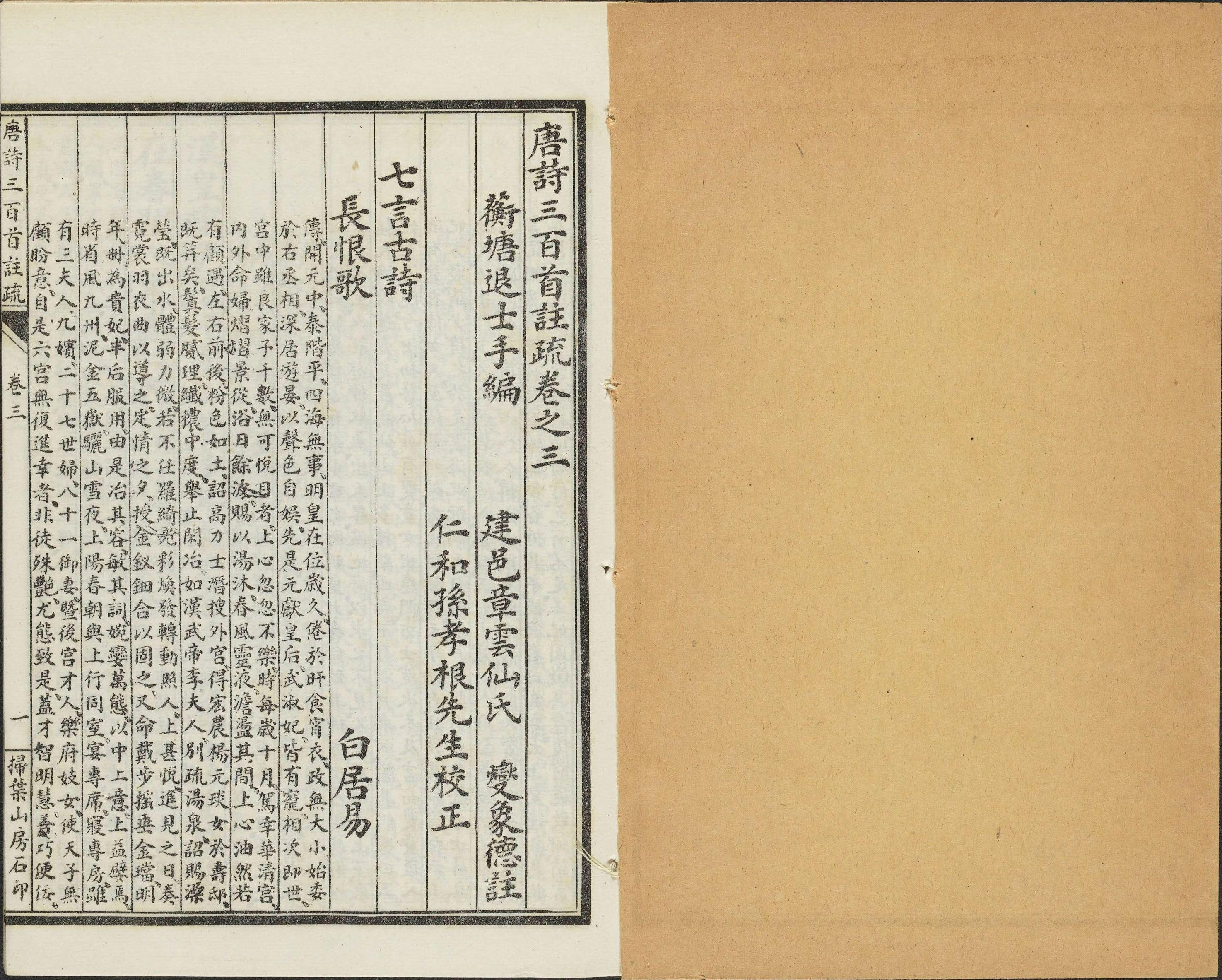
《唐诗三百首注疏》中的《长恨歌》截图，民国二十年上海扫叶山房石印本

《長恨歌》，是唐朝詩人白居易所作的長篇敘事詩，也是白居易最為人傳頌的代表作。白居易將《長恨歌》歸為「感傷類」、「痛恨類」的詩歌，一般認為是描寫唐玄宗與楊貴妃的故事，由於白居易並未明確揭示全詩的主題，因此歷代學者對《長恨歌》有許多不同的看法，直到現代仍被廣泛研究探討。

## 創作背景
《长恨歌》是中國唐朝诗人白居易的一首长篇叙事诗。唐宪宗元和元年（806年），白居易当时任盩厔（今陕西周至）县尉，与好友陈鸿、王质夫在仙游寺談古論今，有感于当地民间流传唐玄宗与杨贵妃的愛情故事，王質夫便提議大家應該寫下當時討論的感想。於是，陳鴻寫下了《長恨歌傳》，而白居易也寫下了《長恨歌》名篇，兩部作品都流傳於世。

## 內容
《長恨歌》是白居易將許多歷史典故融合編撰後，以歌行體表達的一個完整的故事。白居易為增加詩歌本身的纏綿與傳奇性，對事實曾做若干改變。詩歌裏包含了唐玄宗與楊貴妃的故事、以及漢武帝與李夫人的故事，而又以唐玄宗與楊貴妃的故事最為主要。全詩可以分為四段：

### 第一段：貴妃受寵
|  | 漢皇重色思傾國，御宇多年求不得。楊家有女初長成，養在深閨人未識。 天生麗質難自棄，一朝選在君王側。回眸一笑百媚生，六宮粉黛無顏色。 春寒賜浴華清池，溫泉水滑洗凝脂。侍兒扶起嬌無力，始是新承恩澤時。 雲鬢花顏金步搖，芙蓉帳暖度春宵。春宵苦短日高起，從此君王不早朝。 承歡侍宴無閒暇，春從春遊夜專夜。後宮佳麗三千人，三千寵愛在一身。 金屋妝成嬌侍夜，玉樓宴罷醉和春。姊妹弟兄皆列土，可憐光彩生門戶。 遂令天下父母心，不重生男重生女。驪宮高處入青雲，仙樂風飄處處聞。 緩歌慢舞凝絲竹，盡日君王看不足。漁陽鼙鼓動地來，驚破霓裳羽衣曲。 |

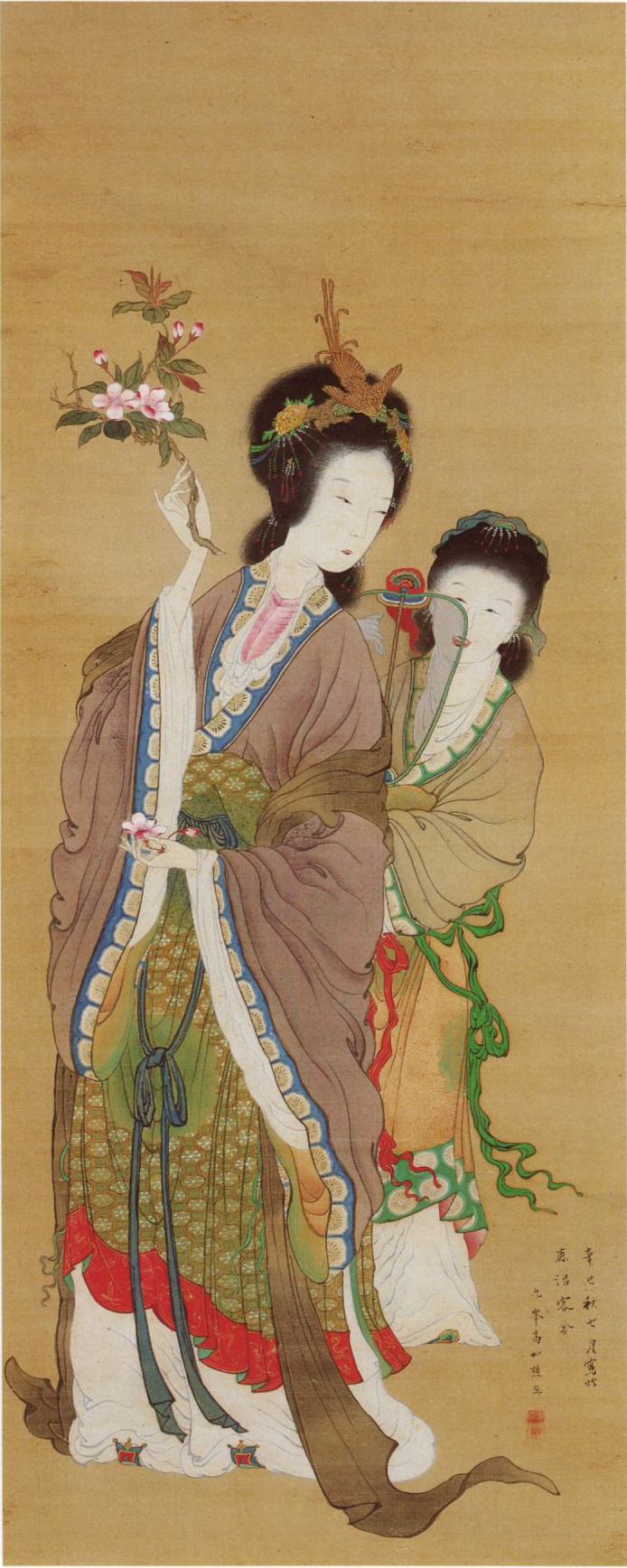
杨贵妃（日本畫家高久靄厓作）

這一段講楊貴妃受到唐玄宗寵愛的故事，最後以「漁陽鼙鼓動地來，驚破霓裳羽衣曲」作結尾，一氣直下連結次段。

#### 相關的史實與典故
唐玄宗於先天元年（712年）即位，714年改元「開元」。開元年間，唐玄宗勵精圖治，開創了開元盛世；而他本人又多才多藝，引導了盛唐時期的文化走向。
然而晚年的唐玄宗勵精圖治的精神漸漸改變，對內將政權委任於權相李林甫、楊國忠，對外重用安祿山等人導致軍權失衡，自己則縱情於聲色。
楊貴妃父親早逝，成長於叔父家，後來成為壽王李瑁的妻子。唐玄宗早年寵愛武惠妃，開元25年武惠妃去世，玄宗非常哀傷，後宮沒有其他女性再能符合玄宗的心意。有人將楊貴妃的美貌告訴唐玄宗，玄宗以为窦太后祈福的名义，敕書杨氏出家为女道士。道号“太真”。天寶四年七月（745年）為壽王李瑁娶韦氏。一个月后，命杨太真还俗，受冊封為貴妃。用當初待武惠妃的禮遇對待楊貴妃。天寶初年冊封為貴妃。而後貴妃的姊姊三人分別受封為韓國夫人、虢國夫人、秦國夫人；堂兄弟楊銛為鴻臚卿；楊釗（後改名國忠）為侍御史。同時因楊貴妃之故，數名公主降嫁楊家，如：玄宗與武惠妃所生的太華公主，降嫁楊貴妃叔父楊玄珪之子楊錡；楊國忠之子楊昢，尚玄宗與杜美人所生的萬春公主等。上述種種，使得楊家一時之間權傾天下，各政府官員對於楊家的要求無一不從，如同對待皇帝的旨意一般。
天寶年六年（747年）十月，唐玄宗改「溫泉宮」為「華清宮」。這是玄宗時常造訪的地方，天寶十四年十月唐玄宗還有巡幸華清宮的紀錄，同年十一月，范陽節度使安祿山以誅殺楊國忠為理由，從河北起兵向西進攻。

#### 文學表現手法
白居易的《長恨歌》有許多悖離史實之處。黃永年認為這些與史實不符之處，是白居易明知故犯，而非不知典故。《長恨歌》開頭記載：「漢皇重色思傾國，御宇多年求不得，楊家有女初長成，養在深閨人未識」。然而唐玄宗在納楊貴妃之前已有武惠妃等寵妃，並非「多年求不得」；楊貴妃先成為壽王之妃，也並非「初長成」、「人未識」，故而這段與史實有違。對這個相違處有兩種解釋：一種解釋認為白居易這是傳統的「春秋筆法，為尊者諱」，不能寫出當代君王做的大壞事；另一種解釋則是從文學創作著眼，認為白居易這樣寫的目的是出於文學的美化，讓主題更為集中，防止旁生枝節。

### 第二段：馬嵬驚變
|  | 九重城闕煙塵生，千乘萬騎西南行。翠華搖搖行復止，西出都門百餘里。 六軍不發無奈何，宛轉蛾眉馬前死。花鈿委地無人收，翠翹金雀玉搔頭。 君王掩面救不得，回看血淚相和流。黃埃散漫風蕭索，雲棧縈紆登劍閣。 峨嵋山下少人行，旌旗無光日色薄。蜀江水碧蜀山青，聖主朝朝暮暮情。 行宮見月傷心色，夜雨聞鈴腸斷聲。 |

這一段講楊貴妃在馬嵬坡被賜死的事。其中「行宮見月傷心色，夜雨聞鈴腸斷聲」暗示了下一段的內容，與下一段回京城後的徬徨念舊相呼應。

#### 相關的史實與典故
安祿山攻下潼關後，唐玄宗離開長安向西行，到了馬嵬驛時，禁軍大將陳玄禮與太子合謀殺楊國忠。然而楊國忠死後，聚集的四軍仍不散去，玄宗派高力士去詢問狀況，對方回應道「賊本尚在！」「賊本」指的就是楊貴妃。唐玄宗不得已，只好下召，楊貴妃最後被縊死於佛室，得年38歲。
貴妃死後，玄宗與太子分道而行，玄宗往扶風縣而去。在扶風，軍隊一度騷動。接著離開扶風繼續前進，先到陳倉，再到散關。這時軍隊分為六軍，由潁王李璬先行，由壽王李瑁等人分別統率六軍，前後左右相次。接著經過益昌、普安、巴西郡，最後到了蜀郡。這時，太子已在靈武即位，並且尊稱玄宗為太上皇。

#### 文學表現手法
黃永年認為白居易用「君王掩面救不得，回看血淚相和流」描述這段歷史並不真實。黃永年認為在當時危急的情況之下，唐玄宗首先考量的會是自己的安危；而在陳玄禮、高力士與楊國忠、楊貴妃的紛爭之中，陳玄禮與高力士與玄宗的關係更深，是四十年前就一起和謀奪取政權的伙伴，加上又負有扈從的重任。所以當不能兩全時，玄宗必定傾向陳、高一方。從事後事態的發展也可看出，玄宗前往成都、而後返回長安，甚至受到肅宗的監視時，玄宗都仰賴陳玄禮、高力士的扶持。

### 第三段：玄宗思旧
|  | 天旋地轉迴龍馭，到此躊躇不能去。馬嵬坡下泥土中，不見玉顏空死處。 君臣相顧盡霑衣，東望都門信馬歸。歸來池苑皆依舊，太液芙蓉未央柳。 芙蓉如面柳如眉，對此如何不淚垂。春風桃李花開日，秋雨梧桐葉落時。 西宮南內多秋草，落葉滿階紅不掃。梨園弟子白髮新，椒房阿監青娥老。 夕殿螢飛思悄然，孤燈挑盡未成眠。遲遲鐘鼓初長夜，耿耿星河欲曙天。 鴛鴦瓦冷霜華重，翡翠衾寒誰與共。悠悠生死別經年，魂魄不曾來入夢。 |

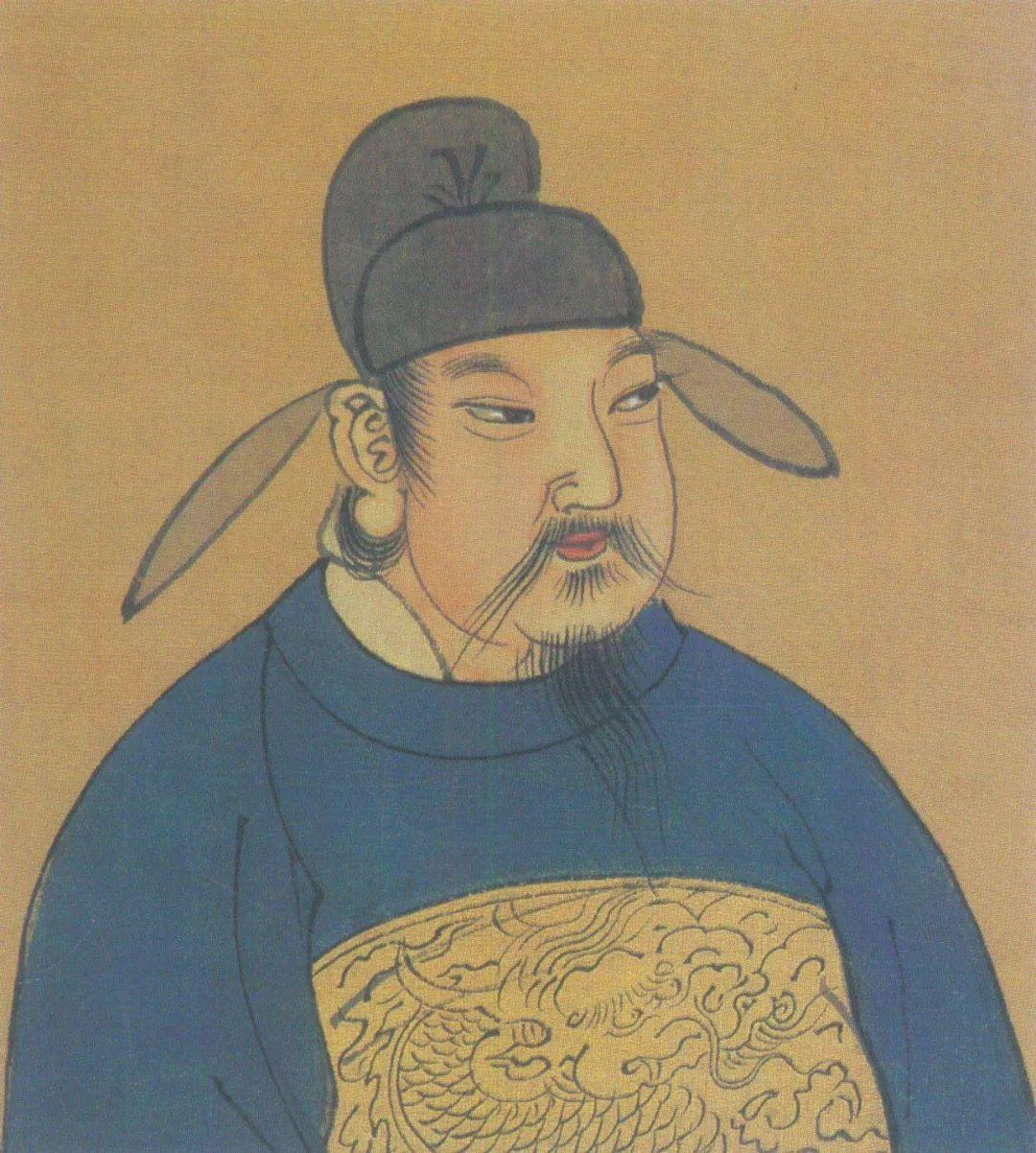
玄宗皇帝

這一段講唐玄宗在南宮的思舊之情。其中用「悠悠生死別經年，魂魄不曾來入夢」暗示下一段的道士在仙界尋訪貴妃的內容。

#### 相關的史實與典故
唐肅宗至德二年（757年），唐軍收復長安，肅宗於是派人迎接玄宗回京。唐玄宗回長安的中途，曾想要為楊貴妃舉行喪禮，然而遭到禮部侍郎李揆的勸阻。於是唐玄宗放棄了為貴妃舉行喪禮的念頭，然而仍秘密將貴妃改葬於別的地方。回到長安後，玄宗在大內長安殿的臨時太廟祭拜謝罪後，開始居住在興慶宮。後來乾元三年，玄宗被移居西內，這是因為宦官李輔國離間玄宗、肅宗的關係。這時高力士、陳玄禮等人也受到貶謫，令玄宗感到非常不愉快。

#### 文學表現手法
這一段白居易用從正面與側面描寫唐玄宗思念楊貴妃之情。林文月認為白居易此處用筆細膩，其中情與景的烘托，很能堆砌唐玄宗對楊貴妃刻骨銘心的深情。這一段之前，《長恨歌》著重於現實的描寫，從這一段開始，白居易開始運用幻想手法建構故事。而精確生動的人物形象描繪，使人不覺得其為虛構。

### 第四段：仙界尋妃
|  | 臨邛道士鴻都客，能以精誠致魂魄。為感君王輾轉思，遂教方士殷勤覓。 排空馭氣奔如電，昇天入地求之遍。上窮碧落下黃泉，兩處茫茫皆不見。 忽聞海上有仙山，山在虛無縹緲間。樓閣玲瓏五雲起，其中綽約多仙子。 中有一人字太真，雪膚花貌參差是。金闕西廂叩玉扃，轉教小玉報雙成。 聞道漢家天子使，九華帳裏夢魂驚。攬衣推枕起徘徊，珠箔銀屏迤邐開。 雲鬓半偏新睡覺，花冠不整下堂來。風吹仙袂飄颻舉，猶似霓裳羽衣舞。 玉容寂寞淚闌干，梨花一枝春帶雨。含情凝睇謝君王，一別音容兩渺茫。 昭陽殿裏恩愛絕，蓬萊宮中日月長。回頭下望人寰處，不見長安見塵霧。 惟將舊物表深情，鈿合金釵寄將去。釵留一股合一扇，釵擘黃金合分鈿。 但教心似金鈿堅，天上人間會相見。臨別殷勤重寄詞，詞中有誓兩心知。 七月七日長生殿，夜半無人私語時。在天願作比翼鳥，在地願為連理枝。 天長地久有時盡，此恨綿綿無絕期。 |

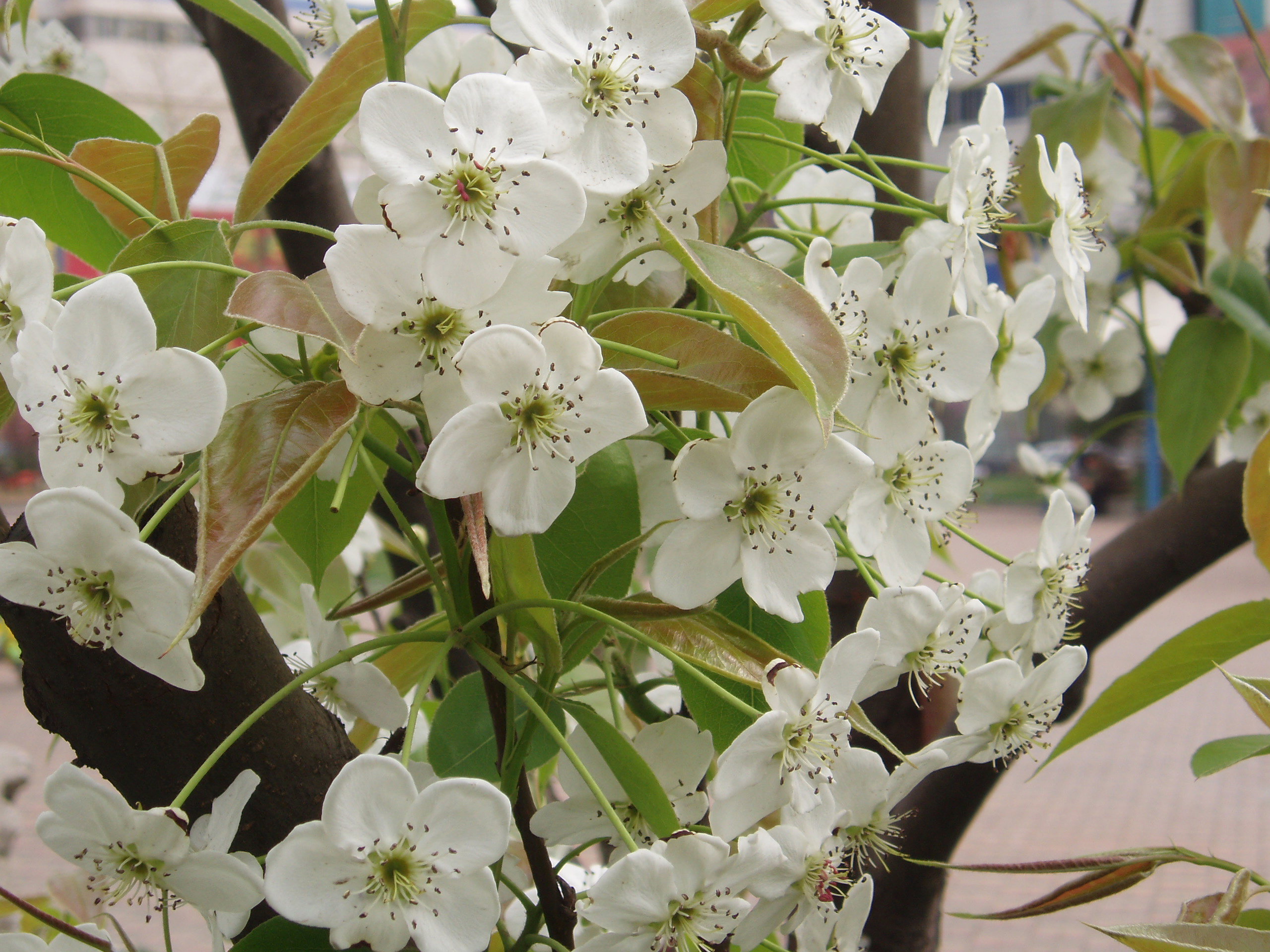
《長恨歌》：「梨花一枝春帶雨。」形容貴妃感動落淚的楚楚可憐模樣。圖為梨花。

最後一段講道士招魂之事，一直到最後一句「天長地久有時盡，此恨綿綿無絕期」點出全詩的主題，戛然而止。

#### 相關的史實與典故
唐肅宗寶應元年（762年）在西內去世。
這一段所用的歷史材料，也包含了漢武帝與李夫人的故事。為了參照起見，並敘述如下：
李夫人的哥哥李延年，通曉音樂，擅長歌舞，很受到漢武帝的喜愛。一次李延年在漢武帝前起舞，唱道：「北方有佳人，絕世而獨立，一顧傾人城，再顧傾人國。寧不知傾城與傾國，佳人難再得！」漢武帝嘆道：「世界上真的有這樣的人嗎？」平陽公主告訴漢武帝：李延年有個妹妹。李延年的妹妹就是李夫人了。於是漢武帝召見李夫人，發現她實在美麗，並且擅長舞蹈。李夫人去世後，漢武帝思念不已，這時有一個齊國方士少翁說他能招致李夫人的魂魄。於是少翁在晚上，點起燈燭，設立帷帳，陳列酒肉，並讓漢武帝坐在別的帷帳裏。漢武帝在帷帳中看到引一個與李夫人很相像的美貌人影，卻又不能靠近。在此之後，漢武帝就更加思念李夫人了，還作了一首詩：「是邪，非邪？立而望之，偏何姍姍其來遲！」

#### 文學表現手法
黃永年認為唐玄宗回到長安後，無論居住於南內或西內的期間內，都不可能有請方士招楊貴妃魂魄的舉動。因為歷史上有許多大的案件都與交通左道、巫祝、方士之類發生牽連，甚至玄宗早年曾自行處理的許多案子也如此。因此回到長安之後，受到肅宗政權監視的情況下，玄宗不太可能會與方士接觸而留下把柄。此外在南內興慶宮居住時，玄宗的安危正有賴陳玄禮、高力士的保護，而陳、高二人正是殺害貴妃事件中主要的人物；而移居西內後，玄宗幾乎失去行動自由。因此都不可能有請方士招魂的舉動。
白居易的《新樂府》裏，有一首題為《李夫人‧鑒嬖惑也》的詩，陳寅恪認為《新樂府‧李夫人》可視為白居易為《長恨歌》寫下的註腳。黃永年也贊同這個觀點，且進一步認為《長恨歌》裏尋覓楊貴妃的情節，是白居易以李夫人的故事為藍本所編造，而非採集社會上已有的傳說。因為在當時流傳的玄宗與貴妃的傳說中，雖有涉及方士，卻沒有請方士尋覓貴妃這一類的故事。《評點音注十八家詩鈔》認為這一個橋段，班固寫來讓人感到鬼氣森森，然而白居易寫來卻宛然如仙。白居易描述的特別之處在於他不寫兩人的碰面，因為一旦碰面，就是鬼故事、或夢境的寫法了。

## 流傳與影響

### 白居易在世時《長恨歌》的流傳狀況
《長恨歌》在白居易在世時，就已經廣為流傳於社會各階層。白居易寫給好友元稹的《與元九書》中，就曾記載《長恨歌》廣為流傳的狀況。白居易去世後，唐宣宗寫的《弔白居易》詩也有「童子解吟長恨曲，胡兒能唱琵琶篇」的句子，可見《長恨歌》在當時的流傳極為廣泛。

### 受《長恨歌》影響的作品

#### 長恨歌傳
《長恨歌》影響了許多後代的文學作品，包括陳鴻的《長恨歌傳》，是唐人傳奇的名篇。

#### 戲曲作品
許多戲劇作品受到《長恨歌》的影響，如元朝王伯度《天寶遺事諸宮調》、元朝白樸《唐明皇秋夜梧桐雨》雜劇、清朝洪昇《長生殿》、現代劇作家曾永義的《楊妃夢》等。

#### 源氏物语
日本平安時代的紫式部《源氏物語》受到《長恨歌》很大的影響。特別是《源氏物語》首帖《桐壺》受到《長恨歌》的影響最為明顯，其影響可分為直接攝取與間接容受兩種方式。

#### 枕草子
此外清少納言的《枕草子》也受到《長恨歌》的影響，例如：清少納言認為「梨花」是色澤乏善可陳的花朵，然而因為讀到《長恨歌》用「梨花一枝春帶雨」形容楊貴妃，因而讓清少納言認為梨花「唐土卻以為無上可人之物，竟以之入詩文」，因此認為梨花一定有其無可比擬的優點。

#### 能剧
另外，日本的歌舞伎藝術大師坂東玉三郎在1980年代，在向梅葆玖學習京劇後，根據京劇的特點創作了歌舞伎曲目《楊貴妃》，內容脫胎於長恨歌中唐玄宗在楊貴妃死後，遣方士至海外求仙的情節。於1991年在日本首次公演。此外，日本能劇中的曲目《楊貴妃》亦取材於長恨歌。

#### 清唱劇
中國音樂家黃自創作於1932年中的清唱劇《長恨歌》，是中國第一部清唱劇作品。借唐明皇不理朝政諷刺政府對日本採取不抵抗政策。由黃自作曲，韋瀚章作詞，林聲翕補遺。

## 評論與研究

### 白居易對《長恨歌》的評述
白居易將《長恨歌》分類為「感傷」類的詩歌。在《白氏文集》裏，白居易對《長恨歌》的評論有兩處。在《與元九書》，白居易認為《長恨歌》雖然與「雜律詩」等作品受到許多人喜愛，但是並不是自己最重視的作品；然而白居易在編輯自己的文集後寫的《編集拙詩成一十五卷因題卷末戲贈元九、李二十》則說：「一篇長恨有風情，十首秦吟近正聲。」

### 歷代的評論
由於《長恨歌》的知名度高、話題敏感，且白居易並未明確揭示全詩主題，歷代解讀此詩也有許多評價與爭論。例如張戒、周紫芝、張祖廉等，或從禮教出發，認為《長恨歌》描繪愛情的內容太俚俗、輕薄。沈括、范溫、張戒、邵博、楊慎、趙翼認為《長恨歌》記載唐玄宗、楊貴妃的史實有錯誤。而薛雪與周紫芝意見不同，王楙不同意張戒的批評。此外如趙翼、王國維對全詩給予很高的評價。

### 近代的研究
陳寅恪在《元白詩箋證稿》曾考證許多話題，如“楊貴妃入宮時是否是處女”。他認為“欲瞭解此詩，第一，須知當時文體之關係，第二，須知當時文人之關係”、“……樂天之長恨歌，……實係自許以為壓卷之傑構，而亦為當時之人所極欣賞且流播最廣之作品。此無怪乎壓千歲之久至於今日，仍熟誦於赤縣神州及林海外，王公妾婦牛童馬走之口，（元微之白底長慶集序中語）也”。

## 延伸閱讀
- 下定雅弘：〈解读《长恨歌》——兼述日本现阶段《长恨歌》研究概况 （页面存档备份，存于）〉。